# Fuldische Mark
Die Fuldische Mark war ein historisches Territorium und ein Amt in der Landgrafschaft und zuletzt des Großherzogtums Hessen, das auch als Amt Bingenheim bezeichnet wurde.

## Funktion
In Mittelalter und Früher Neuzeit waren Ämter eine Ebene zwischen den Gemeinden und der Landesherrschaft. Die Funktionen von Verwaltung und Rechtsprechung waren hier nicht getrennt. Dem Amt stand ein Amtmann vor, der von der Landesherrschaft eingesetzt wurde (→ Amt (historisches Verwaltungsgebiet)).

## Geschichte

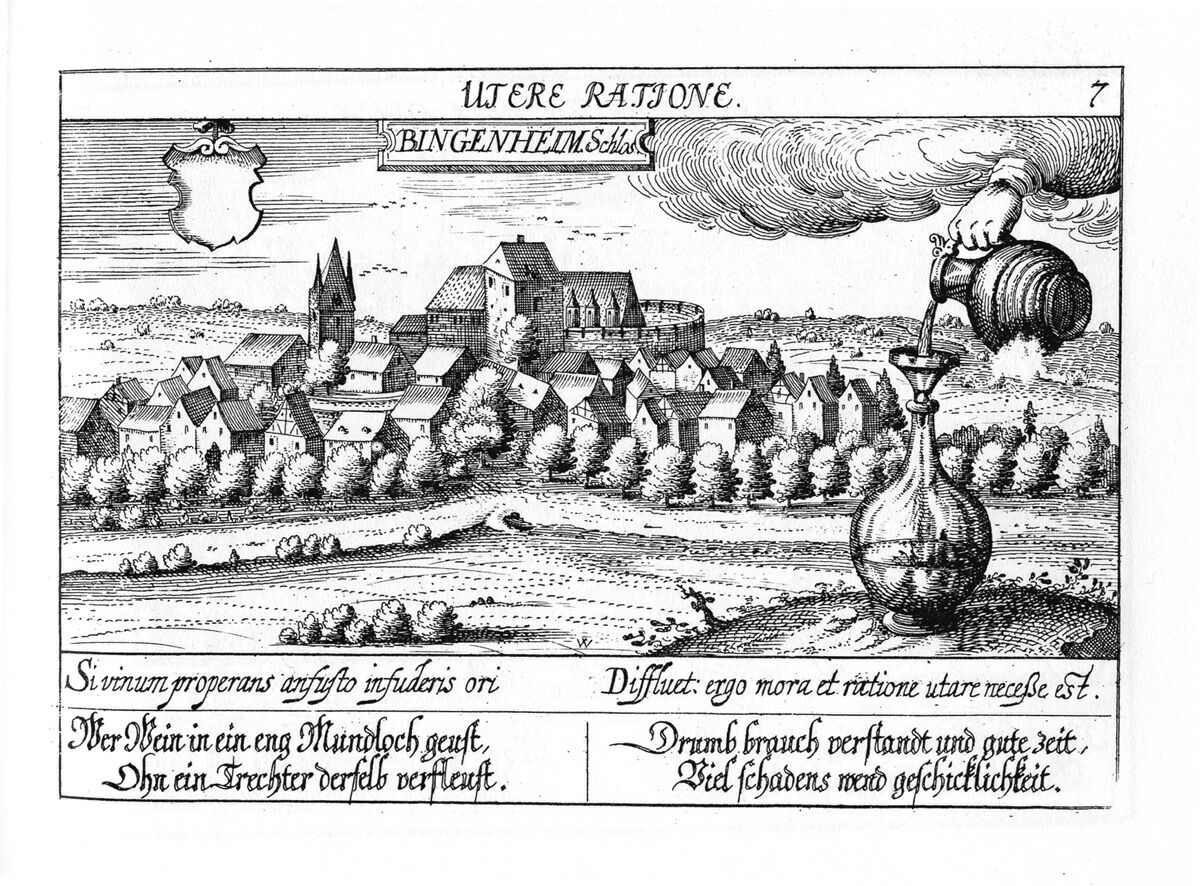
Daniel Meisner/Eberhard Kieser: Die Burg Bingenheim um 1630.

### Hochmittelalter
Die Burg Bingenheim nebst etwa 187 dazugehörenden Gütern kam im Jahr 817 als Schenkung durch Kaiser Ludwig den Frommen beziehungsweise im Tausch gegen andere Güter zum Kloster Fulda.
Um diese Burg entstand in den folgenden Jahrhunderten die Fuldische Mark, wobei die Burg Bingenheim im Besitz des Klosters Fulda verblieb und die Vogtei als Lehen an weltliche Herren gegeben wurde. Die Hauptaufgabe der Vögte bestand in der Ausübung der Landgerichtsbarkeit im Auftrag der fuldischen Äbte, wofür sie die Hälfte der Ländereien für sich beanspruchen konnten.
Anfangs waren dies wohl die Grafen von Nürings. Um die Mitte des 11. Jahrhunderts ist Volkold I. von Malsburg (* um 1040, † 1097) beurkundet. Dieser amtierte seit diesem Zeitpunkt als fuldischer Vogt in Bingenheim und wurde Begründer des gräflichen Hauses von Nidda sowie der Grafschaft Nidda. Das Geschlecht erlosch im Jahr 1206 im Mannesstamm.

### Spätmittelalter
In der Folgezeit wurden Burgmannen zur Verwaltung der Fuldischen Mark eingesetzt. Ein Teil der Lehen war im Besitz der Herren von Münzenberg. Mit deren Aussterben kam der Besitz 1255 an die Falkensteiner und 1311 an die Grafschaft Ziegenhain. Im Jahr 1450 kam diese durch Erbschaft an die Landgrafen von Hessen.
Die Anteile des Klosters Fulda blieben zunächst in dessen Besitz. 1357 erhielt Fürstabt Heinrich VII. von römisch-deutschen Kaiser Karl IV. die Erlaubnis, den vor der Burg gelegenen Ort zur Stadt zu erheben, zu ummauern und Märkte abzuhalten, jedoch wurde dieses Recht nie ausgeübt.
Im Jahr 1423 wurden die klösterlichen Anteile an der Fuldischen Mark – Bingenheim, Reichelsheim, Echzell, Dauernheim, Blofeld und Leidhecken – für 26.500 Gulden an Philipp von Nassau veräußert. 

### Frühe Neuzeit
1570 verkauften die Brüder Albrecht und Philipp IV. von Nassau-Weilburg, mit Genehmigung des Fuldaer Abts Balthasar, ihren Teil der Fuldischen Mark für 121.000 Gulden an Landgraf Ludwig IV. von Hessen-Marburg. Dabei handelte es sich um Schloss und Haus Bingenheim, Echzell, Berstadt, Dauernheim, Blofeld, Leidhecken und Gettenau. Ausgenommen blieb Reichelsheim, das als fuldisches Lehen bei Nassau-Weilburg-Saarbrücken blieb. 1572 erhielt Landgraf Ludwig auch die fuldische Belehnung über die Hälfte von Echzell. Da der niddaische Anteil der Fuldischen Mark bereits 1450 mit der Grafschaft Nidda an Hessen gefallen war, hatte Hessen-Marburg nunmehr die gesamte Fuldische Mark, ausgenommen Reichelsheim, in Besitz.
Mit dem kinderlosen Tod Ludwigs IV. und der daraufhin erfolgten Teilung der Landgrafschaft Hessen-Marburg im Jahr 1604 fiel die Fuldische Mark an die Landgrafschaft Hessen-Darmstadt. Es folgten Jahrzehnte des Streites um die Erbschaft mit der Landgrafschaft Hessen-Kassel, der erst im Westfälischen Frieden 1648 beigelegt werden konnte (→ Hessenkrieg). Das Amt Bingenheim kam nun endgültig zur Landgrafschaft Hessen-Darmstadt, die dann 1806 durch den Beitritt zum napoleonischen Rheinbund zum Großherzogtum Hessen erhoben wurde. Von 1814 bis 1818 war Amtmann Wilhelm Georg Ludwig Ouvrier.

### Neuzeit
Im Großherzogtum Hessen (Hessen-Darmstadt) lag das Amt in der Provinz Oberhessen. 1821 kam es zu einer Justiz- und Verwaltungsreform, mit der auch die Trennung der Rechtsprechung von der Verwaltung auf unterer Ebene umgesetzt wurde. Die Ämter wurden aufgelöst, ihre Aufgaben hinsichtlich der Verwaltung neu gebildeten Landratsbezirken, die erstinstanzliche Rechtsprechung Landgerichten übertragen. Die Verwaltungsaufgaben des ehemaligen Amtes Bingenheim wurden auf den Landratsbezirk Nidda, die Aufgaben der Rechtsprechung dem Landgericht Nidda übertragen.

## Bestandteile
Im Verlauf der Jahrhunderte wurden zeitweilig auch Bellmuth, Burkhards, Effolderbach, Michelbach, Ulfa und Wingershausen sowie einige heute nur noch als Wüstungen nachweisbaren Orte (zum Beispiel Nübel) als zur Fuldischen Mark gehörend beurkundet, wie auch die ebenfalls dem Kloster Fulda gehörenden Besitzungen Heuchelheim, Leidhecken und Schwickartshausen.
Am Ende des Alten Reiches gehörten nachfolgend aufgeführte Orte zum Amt Bingenheim:
- Berstadt,
- Bingenheim,
- Bisses,
- Blofeld,
- Dauernheim,
- Echzell,
- Gettenau,
- Leidhecken,
- Ober-Dauernheim (Hof) und
- Schleifelder Hof (Geiß-Nidda)

Verwaltungsmittelpunkt war Bingenheim, ein Kreuzungspunkt mittelalterlicher Fernstraßen (→ Altstraße).
Das Gebiet, das das Amt Bingenheim umfasste, lag auf den Gemarkungen der heutigen Gemeinden Echzell, Florstadt, Nidda, Ranstadt, Reichelsheim und Wölfersheim.

## Recht
Im Amt Bingenheim galt das Gemeine Recht. Es behielt seine Geltung auch im gesamten 19. Jahrhundert und wurde erst zum 1. Januar 1900 von dem einheitlich im ganzen Deutschen Reich geltenden Bürgerlichen Gesetzbuch abgelöst.